# Fritz Reuter
Fritz Reuter (Stavenhagen, 1810. november 7. – Eisenach, 1874. július 12.) alnémet (plattdeutsch) tájnyelvű költő, regényíró.

## Pályafutása
Polgári családból származott, apja polgármester volt. Jogot hallgatott előbb Rostockban, majd Jénában, ahol diákmozgalmakba keveredve, 1833-ben Berlinben mint legényegyleti aktivistát elfogták és halálra ítélték. Az ítéletet a királyi kegyelem 30 évi várfogságra változtatta, így nyolc évig sínylődött különböző várakban. 1840-ben kiszabadult; s előbb gazdálkodott Treptowban, majd tanító lett, az 1850-es évek közepétől kezdve pedig csak az irodalomnak élt.  
Tehetsége érett férfikorában fejlődött ki és különösen plattdeutsch tájszólásban írt humoros műveiben ért tetőpontot. Lauschen in Rimels c. sok kiadást megért gyűjteménye e nemben a legismertebb alkotása. Az észak-német társadalmi állapotokat hatalmas erővel és megrázóan festi le Kein Hüsung c. elbeszélő költeménye. Legkiválóbbak önéletrajzi, szülőföldi vonatkozású regényei: Ut de Franzosentid: a napóleoni háborúk idejéből; Ut mine Festungstid: hétéves várfogságának története.  
Legjelesebb műve, az Olle Kamellen, önéletrajzi vonatkozásaiért is nevezetes. Összegyűjtött művei: Sämmtliche Werke (Wismar und Ludwigslust 1863-1868, 13 kötet). 